# Gerard Frans Willem van Berckel

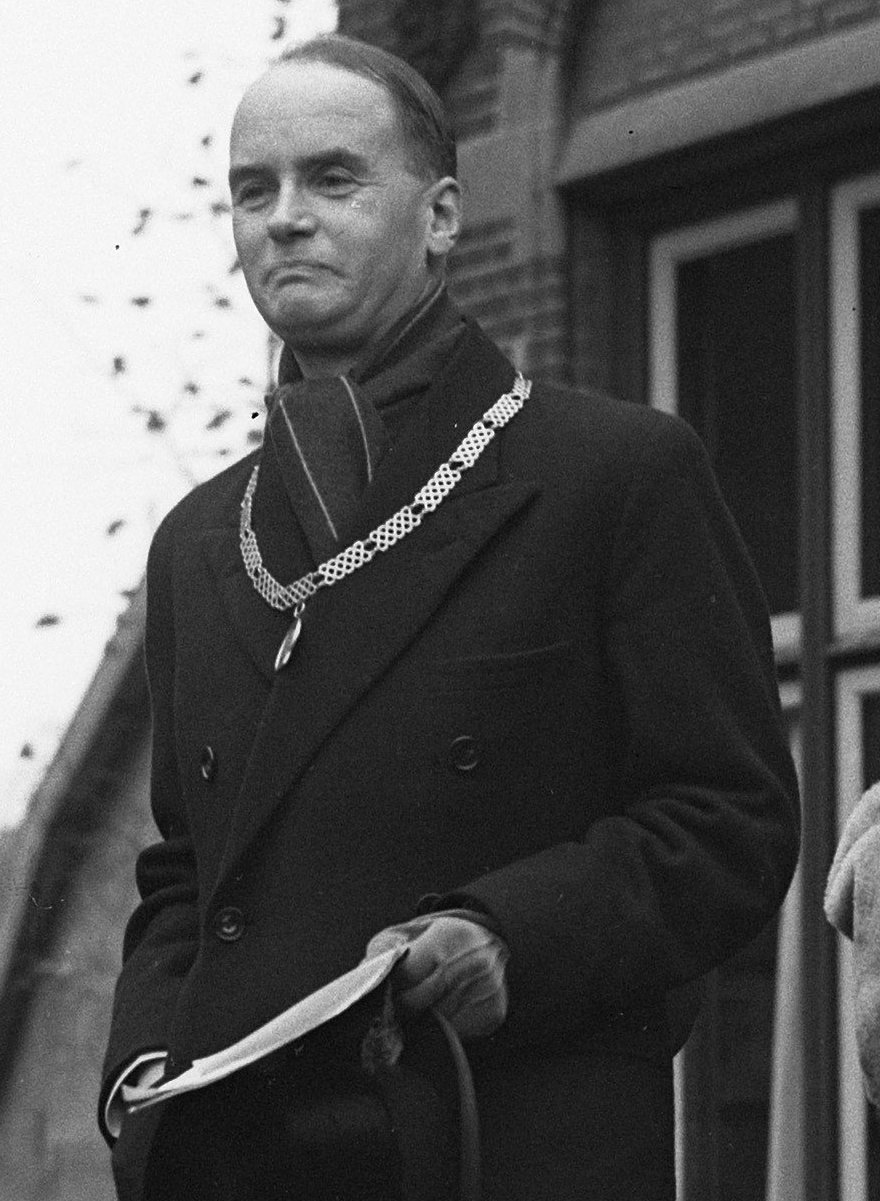
Burgemeester G.F.W. van Berckel (1946)

Gerard Frans Willem van Berckel (Den Haag, 6 december 1906 – 15 mei 1966) was een Nederlands politicus.
Hij werd geboren als zoon van Gerard Joseph Anthon van Berckel (1856-1928; van 1902 tot 1904 president van de Raad van Justitie in Batavia (Nederlands-Indië)) en jkvr. Leontia Wilhelmina Eugenia Francisca Maria Dommer van Poldersveldt (1861-1949). Na het gymnasium ging hij rechten studeren aan de Rijksuniversiteit Leiden waar hij in 1933 is afgestudeerd. Daarna werd hij volontair bij de gemeentesecretarie van Rijswijk. In 1938 werd Van Berckel benoemd tot burgemeester van Voorhout. Eind 1946 volgde zijn benoeming tot burgemeester van Noordwijk. Tijdens dat burgemeesterschap overleed hij in 1966 op 59-jarige leeftijd.